# 出没!ひな壇団
『出没!ひな壇団』（しゅつぼつ!ひなだんだん）シリーズは、中国放送（RCCテレビ）で2015年10月24日から毎週土曜12:00 - 13:00に放送されているローカルバラエティ番組である。
2021年4月3日放送より『街頭TV 出没!ひな壇団』から『千鳥の出没!ひな壇団』に改題された。2022年3月19日放送で千鳥が卒業した為、4月16日放送から『アインシュタインの出没!ひな壇団』に改題した。

## 概要
千鳥と久保田夏菜アナウンサーの3人が赤と青と黄の海賊の衣装を身にまとい、広島県内の街を歩きながらロケ撮影してまわるテレビバラエティ番組。番組スタート当初は、千鳥が広島の街に出没し、商店街、学校、団地、工場、漁港などあらゆる場所に“ひな壇”を設置し、千鳥自ら“ひな壇”に座るにふさわしい県民を探し出し、素人の自由奔放なトークをさばいていく、という内容だった。
番組スタート当時、久保田夏菜はRCCアナウンサーだったが2016年3月に退社し2016年4月からフリーアナウンサーになり引き続き出演、その後2019年11月9日を最後に産休に入った。産休後は後任のレギュラーを固定せず、男性・女性を問わず週替わりのゲスト（RCCアウウンサー）を招いている。
RCCテレビで2019年11月21日まで毎週木曜14:05 - 15:00に再放送されていたが、2019年11月29日から毎週金曜14:05 - 15:00に再放送（1年前放送の回の再放送）。
2016年3月23日、RCCテレビ『開幕直前!3時間生放送スペシャル Veryカープ!』にひな壇団として参加出演。以降、同番組に毎年出演している。
2018年1月3日、同局のアンガールズ出演の番組『元就。』と初コラボSP。
2022年3月12日の放送で、千鳥が名誉MCになると同時に、この番組からのレギュラーとしての卒業（今後は不定期出演）を発表し、3月19日の放送で2代目MCとしてアインシュタインが就任すること発表された。
2022年4月16日の初回放送を機に長年使用された海賊衣裳をアインシュタインのために新調した。渕上沙紀および唐澤恋花（RCCアナウンサー）は新調することなく以前のままである。

## 出演者

### MC
- アインシュタイン（稲田直樹・河井ゆずる）- 2022年4月16日から

### 進行
- 渕上沙紀（RCCアナウンサー）- 2022年4月16日から。千鳥時代に久保田夏菜の代理出演あり。
- 唐澤恋花（RCCアナウンサー）- 2022年4月30日から。収録により渕上と交替で出演

### 名誉MC
- 千鳥（大悟・ノブ）- 不定期出演

### 過去の出演者

#### MC
- 千鳥（大悟・ノブ）- 2015年10月24日から2022年3月19日までの全259回に出演[5]
- 久保田夏菜 - 2015年10月24日から2019年11月9日まで出演した後、産休を挟み2020年4月18日から2022年3月19日まで。途中から元職のフリーアナウンサーとして出演。

#### ゲスト
下記特記のないものは出演当時RCCアナウンサー。
- 中根夕希（2016年3月5日・2016年3月12日・2017年3月18日・2017年3月25日 久保田夏菜の代打出演）
- 河村綾奈（2018年5月12日・5月19日 久保田夏菜の代打出演）
- 渕上沙紀（2018年11月17日 ノブチーム・2019年4月27日 久保田夏菜の代打出演）
- 藤原あずさ（STU48、2019年3月16日 久保田夏菜の代打出演）
- 甲斐心愛（STU48、2019年5月25日 ノブチーム）
- 島谷ひとみ（歌手、2019年8月28日ゴールデン2時間SP、島チーム 大悟＆島谷ひとみ）
- 西田尚美（女優、2019年8月28日ゴールデン2時間SP、山チーム ノブ＆西田尚美）
- 浅田真由（広島ローカルタレント・広島東洋カープ大瀬良大地投手夫人。2019年10月12日・2019年10月19日 久保田夏菜の代打出演）
- 田村友里（2019年12月14日・21日 久保田夏菜の代打出演）

久保田夏菜が産休中のゲスト
- 村瀬哲史（地理のスペシャリスト、2019年11月30日）クイズ司会
- 藤岡華代（医療法人 広島ステーションクリニック 管理栄養士、2019年12月7日 料理解説）
- 中原エミノスケ（広島ローカルタレント・広島東洋カープ上本崇司内野手夫人 中原衣美、2020年1月11日）
- 渕上沙紀（2020年1月25日）
- 坪田信貴（2020年2月15日）クイズ司会
- 浅田真由（広島ローカルタレント、2020年2月29日・3月7日）
- 廣瀬桃子（広島ローカルタレント、広島東洋カープ廣瀬純コーチ夫人、2020年3月14日・28日）
- 下程ひかり（広島ローカルタレント、2020年4月4日・11日）

## 楽曲
街頭TV 出没!ひな壇団
- ユニコーン「スターな男」

## 中四国拡大スペシャル
年に数回、中国放送をキーステーションにRSKテレビ－あいテレビ－テレビ山口の4局5県ネットの特別番組を制作することがあり、これまで『週刊パパたいむ』→『西田篤史の週刊パパたいむ』→『パパたいむピオラ』→『TIM神様の宿題』が担っていた、ローカルバラエティを主軸とした特別版を放送することがあった。2009年以降は主軸に置く番組はなく、独自に制作を行っていたが、2022年、中国放送－RSKテレビ－テレビ山口でネットしている当番組を主軸とした特番を制作することとなった。
アインシュタインのご当地チェーン店グルメ旅 瀬戸内篇
- 2022年9月28日 19:00 -

## スタッフ

### アインシュタインの 出没!ひな壇団 時代
- ナレーション：おだしずえ
- 構成：友光哲也、小林仁、服部裕也
- CAM：的場泰平、田川直
- 音声：前田偉希
- CA：坂元陽子、石原泰鵬
- EED：和久田智世、黒川礼央奈、渡辺裕也、中家優、平佐英嗣、高橋弘通
- MA：岸本隆弘、高橋弘通、草田智
- 音効：河原夕子
- 美術：横山孝子
- デザイン：中井大己、加藤奈緒、三好るい
- 協力：RCCフロンティア、チョコフィルム、SCENE、ちゅるんカンパニー、カリカチュアジャパン、つむら工芸、東京衣裳
- 衣装：XEBEC、KAIHARA DENIM、Asashicho、BIG AMERICAN SHOP新涯店
- AD：厨子幸三、來山貴俊
- AP：戸倉真一
- ディレクター：坂上諒、松井大将、高畑幸司、高木美鈴
- プロデューサー：上田健大、山下純平（YBE）
- チーフプロデューサー：江口敦史
- 制作協力：吉本興業
- 制作：よしもとブロードエンタテインメント、RCCフロンティア
- 製作著作：RCC

### 千鳥時代
『街頭TV 出没!ひな壇団』から『千鳥の出没!ひな壇団』まで。
- ナレーション：吉田幸→伊藤文（RCCアナウンサー）
- 構成：友光哲也、小林仁、服部裕也
- CAM：坊田貴則、湯面景、藤光秀昭、筒井俊行、石原泰鵬（以前はCA→音声）、脇野順、田川直、内海秀彦、赤羅賢時、坊田貴則、墨田一志
- 音声：野平信之、坂元陽子、松浦雅俊（CAの回あり）、原正樹、折手良治
- CA：前田偉希（音声の回あり）、伏原武史（以前は音声）、田中洸徳、秦清浩
- 照明：村地英樹
- EED：上野徹、岸本隆弘、和久田智世、清水千晶、平佐英嗣、野村昌博、渡辺裕也、大中帆菜、中野祐未
- MA：高橋弘通（以前はEED）、草田智、平佐英嗣、岸本隆弘
- 音効：河原夕子
- 美術：桝本健太、大谷信幸、横山孝子、河野秀樹
- デザイン：加藤奈緒、小笠原佳子、三好るい、中井大己（以前はタイトル）、秋山尚子
- 協力：チョコフィルム、東京衣裳、つむら工芸、SCENE、ちゅるんカンパニー、カリカチュア・ジャパン
- AD：杉山紀彦、杉本美夏、大浦未来、高木美鈴（以前はAP）、舞弓知佳、藤川瑠奈、厨子幸三
- ディレクター：冨永和浩（RCCフロンティア）、畠山信吾（クラフトワン）、佐藤麻衣子・平野孝雄（YBE）、坂上諒・松井大将（YBE）、上田健大（RCC、以前はAP）
- AP：中村和喜（RCC）、戸倉真一
- リサーチ：桐原啓壮
- 演出：上田善三（クラフトワン、以前はチーフディレクター）
- プロデューサー：堀田浩司（RCC）、江口敦史（RCC）、山下純平（YBE）
- 制作協力：吉本興業
- 制作：よしもとブロードエンタテインメント、RCCフロンティア、クラフトワン
- 製作著作：RCC

## ネット局
| 放送対象地域 | 放送局             | 系列局  | 放送時間                     | ネット状況 | 備考       |
| ------------ | ------------------ | ------- | ---------------------------- | ---------- | ---------- |
| 広島県       | 中国放送（RCC）    | TBS系列 | 土曜 12:00 - 13:00           | 【制作局】 | 【制作局】 |
| 中京広域圏   | CBCテレビ（CBC）   | TBS系列 | 木曜 1:43 - 2:46（水曜深夜） | 遅れネット | [ 6 ]      |
| 山口県       | テレビ山口（tys）  | TBS系列 | 土曜 10:45 - 11:45           | 遅れネット | [ 7 ]      |
| 愛媛県       | あいテレビ（itv）  | TBS系列 | 火曜 0:58 - 1:58（月曜深夜） | 遅れネット |            |
| 福岡県       | RKB毎日放送（RKB） | TBS系列 | 土曜 1:48 - 2:48（金曜深夜） | 遅れネット | [ 8 ]      |

不定期ネット局
- RSK山陽放送 (岡山県･香川県・TBS系列):過去に数回ネットした経緯あり[9]。

過去のネット局
- 毎日放送（近畿広域圏・TBS系列）[10]

## ネット配信
以下の動画サイトにおいて、『街頭TV 出没!ひな壇団』のネット配信が実施されている。原則として、放送後から1週間見逃し配信を行っている。
- PLAY! RCC - 中国放送ウェブサイト内の動画配信サービス。
- IRAW by RCC - 中国放送の広島情報アプリ。
- TBS FREE - TBSテレビの動画配信サービス。
- TVer
- GYAO!（Yahoo! JAPAN）